# Casque de moto
Pour les articles homonymes, voir Casque (homonymie).
 (janvier 2021).
Si vous disposez d'ouvrages ou d'articles de référence ou si vous connaissez des sites web de qualité traitant du thème abordé ici, merci de compléter l'article en donnant les références utiles à sa vérifiabilité et en les liant à la section « Notes et références ».

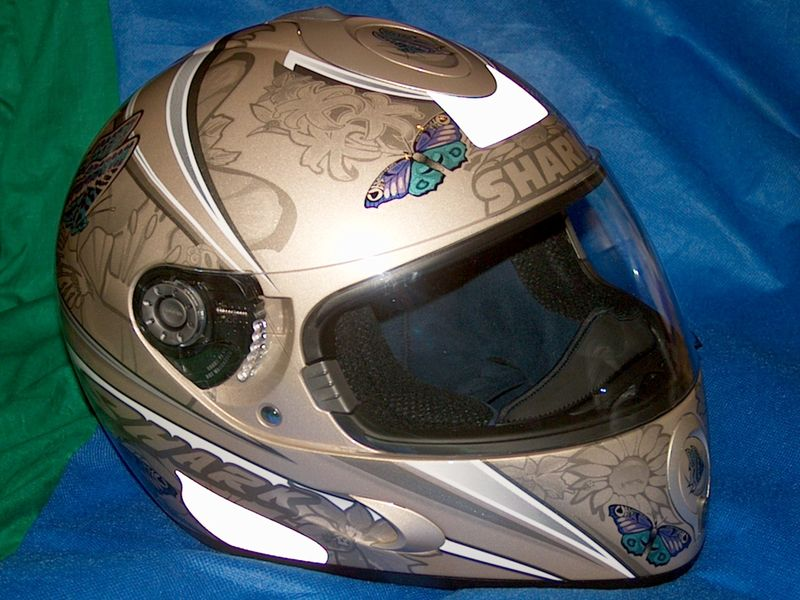
Casque de moto intégral.

Un casque de moto est un casque destiné à la pratique de la moto. Il a pour vocation de protéger la tête du conducteur, et celle d'un éventuel passager, et plus particulièrement son crâne, en amortissant le choc avec le sol ou les obstacles naturels en cas de chute, mais aussi à protéger de l'abrasion provoquée par le glissement sur la chaussée.
Historiquement lié au décès tragique de l'officier et écrivain britannique Thomas Edward Lawrence, mort dans un accident de moto alors que cette protection n'existait pas, le casque de moto a également une fonction de protection des yeux contre le vent, les insectes, voire une fonction de pur confort en comprenant un dispositif de climatisation ou de chauffage et des haut-parleurs pour écouter de la musique ou un compagnon de route. C'est également un isolant phonique.

## Histoire

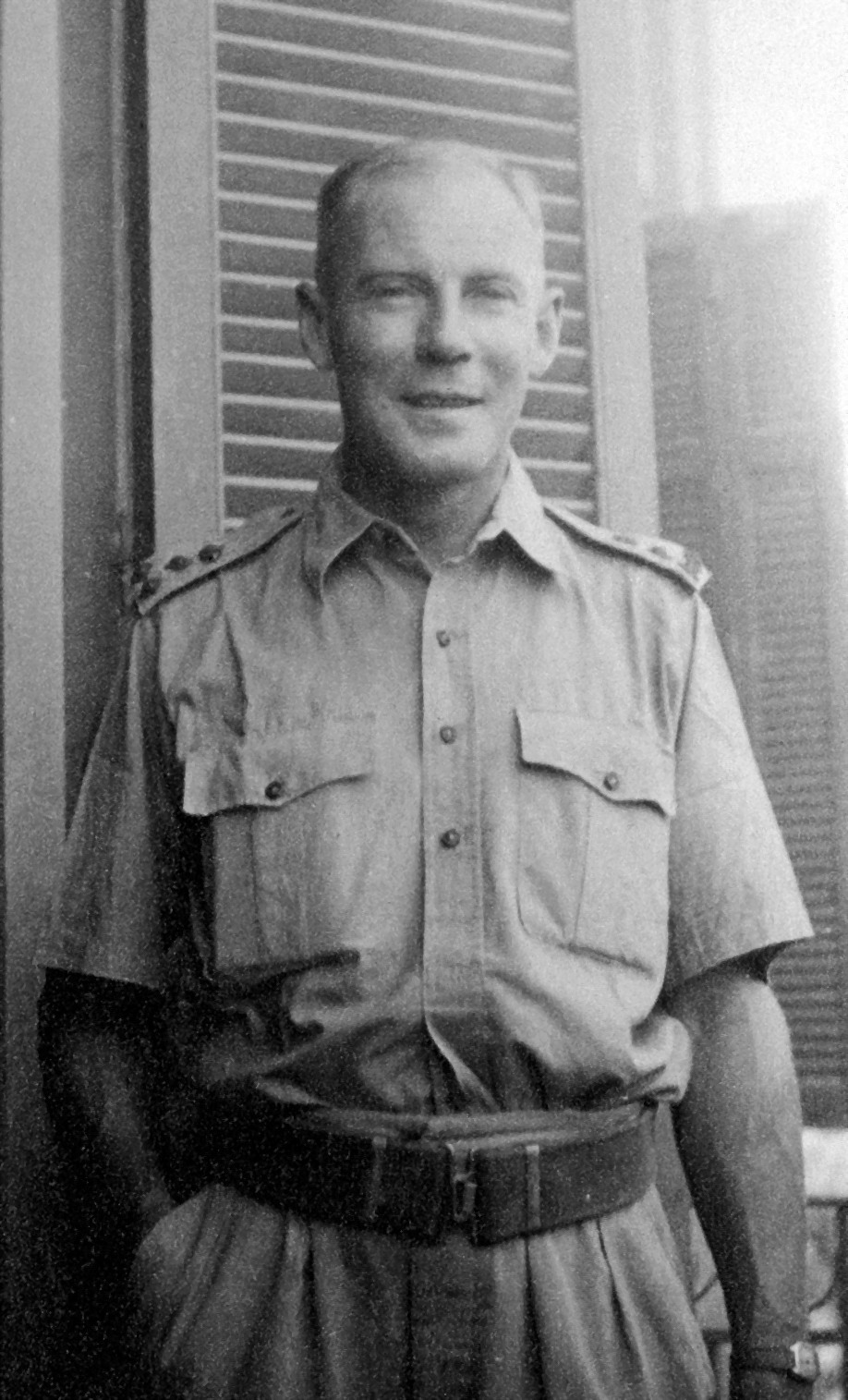
Le Dr Hugh W. Bell Cairns.

Jusqu'en 1935, le casque de moto n'était pas entré dans l'usage car aucun médecin n'avait fait de lien entre l'absence de cette protection et les décès de motards et c'est l'action d'un médecin australien, témoin de la mort tragique d'une personnalité historique, qui fera évoluer les mentalités. 

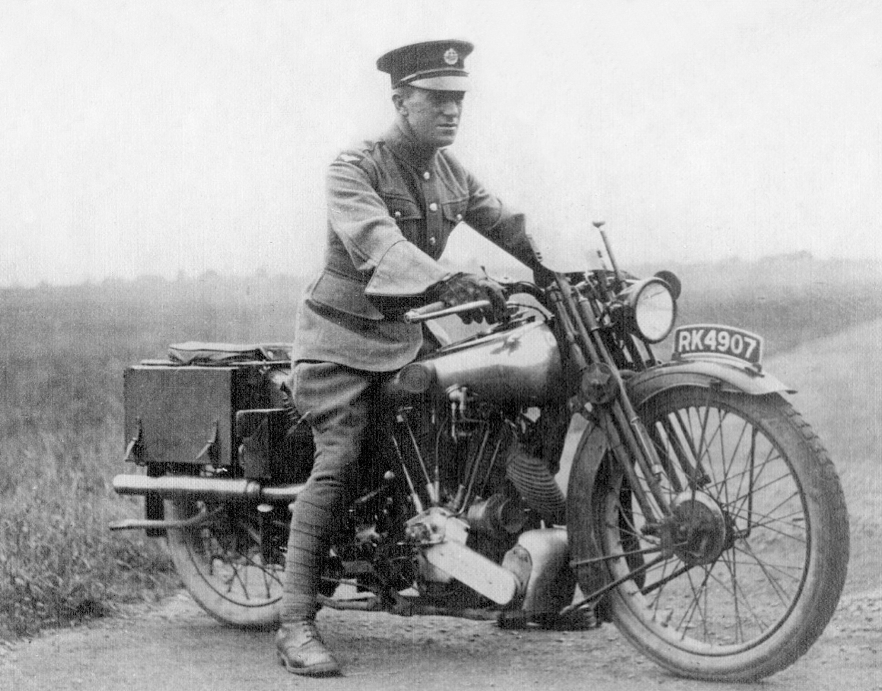
T. E. Lawrence sur sa motocyclette Brough Superior SS100.

À la suite de la mort accidentelle de Thomas Edward Lawrence (plus connu sous le nom de Lawrence d'Arabie), survenue le 13 mars 1935, le neurochirurgien Hugh William Bell Cairns, qui lui avait porté assistance en vain, conclut que s'il avait porté un casque, le célèbre militaire britannique aurait pu avoir la vie sauve,.
Le Dr Cairns se lance dès lors dans l'étude des pratiques des motards de l'armée anglaise en 1941, tout en leur recommandant de porter cet équipement (les premiers casques étaient en liège recouvert de toile imperméable avec des couvre-oreilles en cuir). En 1946, le médecin publie une étude dans laquelle il certifie que les motards qui avaient suivi les recommandations en 1941, en portant un casque protecteur pour se déplacer à moto réduisaient significativement le risque de mort accidentelle. Ce n'est qu'en 1973 que les autorités britanniques, ainsi que celles d'autres pays européens, rendent obligatoire le port de casque de moto. Le Dr Cairns étant mort depuis 1952, il n'a pas vu le résultat de son travail. Au Canada, l'ensemble des provinces ont imposé le port du casque à partir du milieu des années 1960.

## Conception et fabrication
Le casque protège la tête par l'absorption d'une partie plus ou moins importante de l'énergie cinétique de l'impact. Plus la quantité d'énergie absorbée par la déformation ou par la destruction du casque est importante, mieux la tête sera protégée. L'absorption d'énergie est assurée par sa destruction (partielle ou complète, visible ou non). Par conséquent tout casque doit être changé après un accident car sa capacité de protection sera diminuée.
La coque externe protège contre les risques de pénétration du casque par des objets pointus. En même temps, elle assure le glissement du casque sur les surfaces impactées d'une manière tangentielle. La coiffe interne composés de matériaux expansés (polystyrène, polypropylène ou autre) absorbe l'énergie de l'impact par écrasement. Depuis peu, on peut trouver une coque interne qui absorbe les torsions et différences de mouvement entre le casque et la tête. Le rembourrage interne en mousse légère et en tissu assure un contact confortable, une protection contre le froid, contre le bruit du moteur et des courants d'air.

### Matériaux
Les matériaux utilisés pour la fabrication des coques des casques sont :
- les matières thermoplastiques : les coques sont obtenues par injection de polycarbonate ou d'ABS (par exemple) dans un moule, puis sont vernies. De réels progrès ont été obtenus et permettent d'obtenir des casques plus résistants et moins lourds. Les prix les plus compétitifs se trouvent dans cette catégorie ;
- les matériaux composites : les fibres peuvent être la fibre de verre, du Kevlar, de la fibre de carbone, du Dyneema, associées à des résines. Chacune des fibres possède des avantages et des inconvénients en termes de poids, résistance à l'allongement et à la compression, facilité d'utilisation industrielle, et elles peuvent être utilisées conjointement.

Il n'existe pas de matériau idéal mais les composites ont bien souvent la faveur des motards.
La garniture intérieure est en polystyrène (PS) habillé de tissus non irritants, parfois traités anti-allergie ou antibactérien. La coque en PS est collée sur la coque extérieure, grâce à un ou plusieurs points de colle.

### Décorations
Le coloris du casque peut être sobre (couleur unie), mais les gammes proposées sont également riches en décorations et graphismes variés qui sont changés d'une année à l'autre. La notoriété des pilotes professionnels est utilisée afin de produire des décorations rappelant celles que ceux-ci utilisent en compétition, apportant ainsi un attrait publicitaire supplémentaire par le biais du phénomène d'identification ; ce type de casque est appelé « replica ».
Une étude menée en Nouvelle-Zélande et publiée en 2004 indique que le port d'un casque de couleur blanche réduit les risques d'accident de 24 % par rapport au port d'un casque de couleur noire.

## Homologation et législation

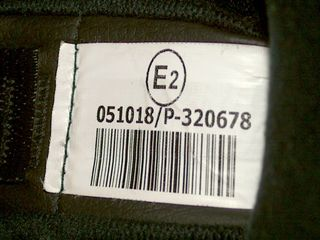
Étiquette d'homologation au règlement E2205.

Un casque moto doit être homologué aux normes. Les normes sont des exigences minimales établies de commun accord entre les différents fabricants et les représentants de la société civile et des gouvernements.
Afin d'être homologué, un casque doit avoir passé toute une série de tests mécaniques (absorption des chocs, rétention de la jugulaire, déchaussement, etc.).
En France, la norme française (norme NF S 72.305) signalée sur une étiquette verte est obsolète, bien qu'elle soit toujours légalement autorisée ; il est fortement déconseillé d'utiliser des casques portant encore cette norme abandonnée maintenant depuis près de quinze ans, au profit du règlement « E22 ». Ce dernier n'est pas, contrairement à une idée reçue, un règlement de l'Union européenne, mais un règlement de l'ONU de Genève, massivement adopté par tous les pays européens mais aussi de nombreux pays d'autres continents.
Ils sont identifiés par une étiquette blanche portant :
- un cercle contenant la lettre E suivie du code pays ayant accordé l'homologation (1 = Allemagne, 2 = France, 3 = Italie, 4 = Pays-Bas, etc.) ;
- un numéro d'homologation dont le début rappelle la norme en vigueur (04 pour 22-04 ou 05 pour 22-05) ;
- Le décret 06 est entré en vigueur depuis le 1er juillet 2022 pour la norme 22-06 ; cette norme reprend l'essentiel des testes de la norme 22-05. En complément des essais de chocs qui mesurent à des vitesses différentes avec des impacts rotationnels sont ajoutés. La mesure du champ de vision de l'écran interne est également prise en compte, cela n'existait pas lors de l'édition de la norme 22-05.
- depuis l'apparition de l'amendement 05 de la norme 22, l'adjonction d'une lettre permet de connaître le résultat d'un test de protection de la mâchoire auquel le casque a été soumis :
  - J pas de protection maxillaire (casques de type jet ou demi-jet),
  - NP indique que le casque ne répond pas aux tests de protection de la mâchoire (casques modulables),
  - P garantit une protection maxillaire intégrale (casques intégraux),
  - J/P indique la double homologation jet et intégral ;
- un numéro de série de production.

Aux États-Unis, il s'agit de la norme DOT FMVSS 218 (pour Department of Transportation Federal Motor Vehicle Safety Standard 218), seule norme officielle, à laquelle peuvent se rajouter soit la norme Snell M2010 ou M2015 (plus récente), qui surpassent les exigences de la norme du Department of Transportation (DOT). Le Canada accepte également la norme CAN3-D230 de l'Association canadienne de normalisation. Le Japon, la norme JIS T 8133 ; l'Australie, la norme SAIG.
Toutefois, la plupart de ces pays, en particulier les États-Unis et le Canada, s'orientent maintenant vers le règlement E22, qui est aujourd'hui le plus récent et le plus abouti.
Le casque doit être attaché en toute circonstance grâce à sa jugulaire.

### Obligation de port du casque
En Europe et dans de nombreux États américains, le port du casque est obligatoire pour le pilote et le passager.
Dans certains pays européens, par exemple aux Pays-Bas, l'utilisation d'un casque reste optionnelle pour les scooters et les cyclomoteurs ne dépassant pas les 25 km/h. Le port du casque n'est pas obligatoire dans certains États des États-Unis, tels la Floride.
Dans l'Union Européenne, le défaut de port de casque fait partie des infractions pouvant être échangées entre les pays membres dans le cadre de la Directive (UE) 2015/413 du Parlement européen et du Conseil du 11 mars 2015 facilitant l'échange transfrontalier d'informations concernant les infractions en matière de sécurité.

#### En France

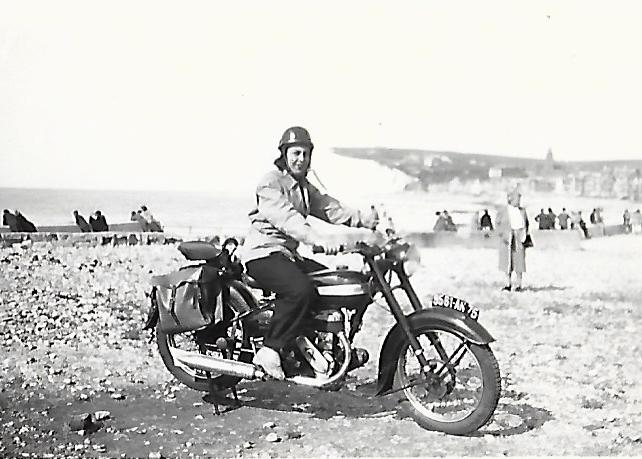
Femme motocycliste sur sa Terrot 500, au début des années 1950.

En France, l'absence de port du casque, ou un casque non attaché, est passible d'une contravention de 135 euros avec retrait de trois points sur le permis de conduire et une immobilisation possible du véhicule.
Un dispositif réfléchissant est obligatoire sur les quatre faces du casque,. Si le casque en est dépourvu, cela est passible d'une contravention de la quatrième classe mais également un retrait de trois points.
Un arrêté du 28 juin 1973 a rendu obligatoire, à partir du 1er juillet, le port du casque pour tous les usagers de motocyclettes (125 cm3 et plus) et de vélomoteurs (de 50 cm3 à moins de 125 cm3) en et hors agglomération, et les conducteurs de cyclomoteurs (moins de 50 cm3) hors agglomération. Désormais l'article R431-1 du code de la route rend obligatoire le port du casque pour les passagers et les conducteurs de tous les deux roues motorisés, en circulation. En cas d'accident et fonction des conditions précisées par la loi, l'absence de casque peut motiver une réduction de l'indemnisation des dommages corporels couverts par l'assureur.
Le casque n'est pas obligatoire si le véhicule est muni d'origine de ceinture de sécurité pour le conducteur ou passager.

#### Aux États-Unis et ailleurs
Aux États-Unis, des lobbies de motards comme la Helmet Law Defense League (en) sont très actifs contre l'obligation du port du casque : ces motards utilisent le terme méprisant de « couvercle » (en anglais : lid) pour désigner le casque de moto. Bien que les casques réduisent grandement la gravité des blessures et le nombre de morts lors d'accidents, il existe bon nombre d'États où le port du casque de moto n'est pas obligatoire. Cela peut s'appliquer seulement aux cyclomoteurs ou à tout type de deux-roues motorisé. L'obligation du port du casque est en recul constant avec, en 2012, l'État du Michigan qui a décidé de l'abroger.
En 2014, 31 États sur 50 n'imposaient plus le port du casque, sous certaines conditions, et seuls 19 États avaient encore une obligation universelle du port du casque.

## Port du casque en France
Le graphique qui aurait dû être présenté ici ne peut pas être affiché car il utilise l'ancienne extension Graph, désactivée pour des questions de sécurité. Des indications pour créer un nouveau graphique avec la nouvelle extension Chart sont disponibles ici.

## Typologie

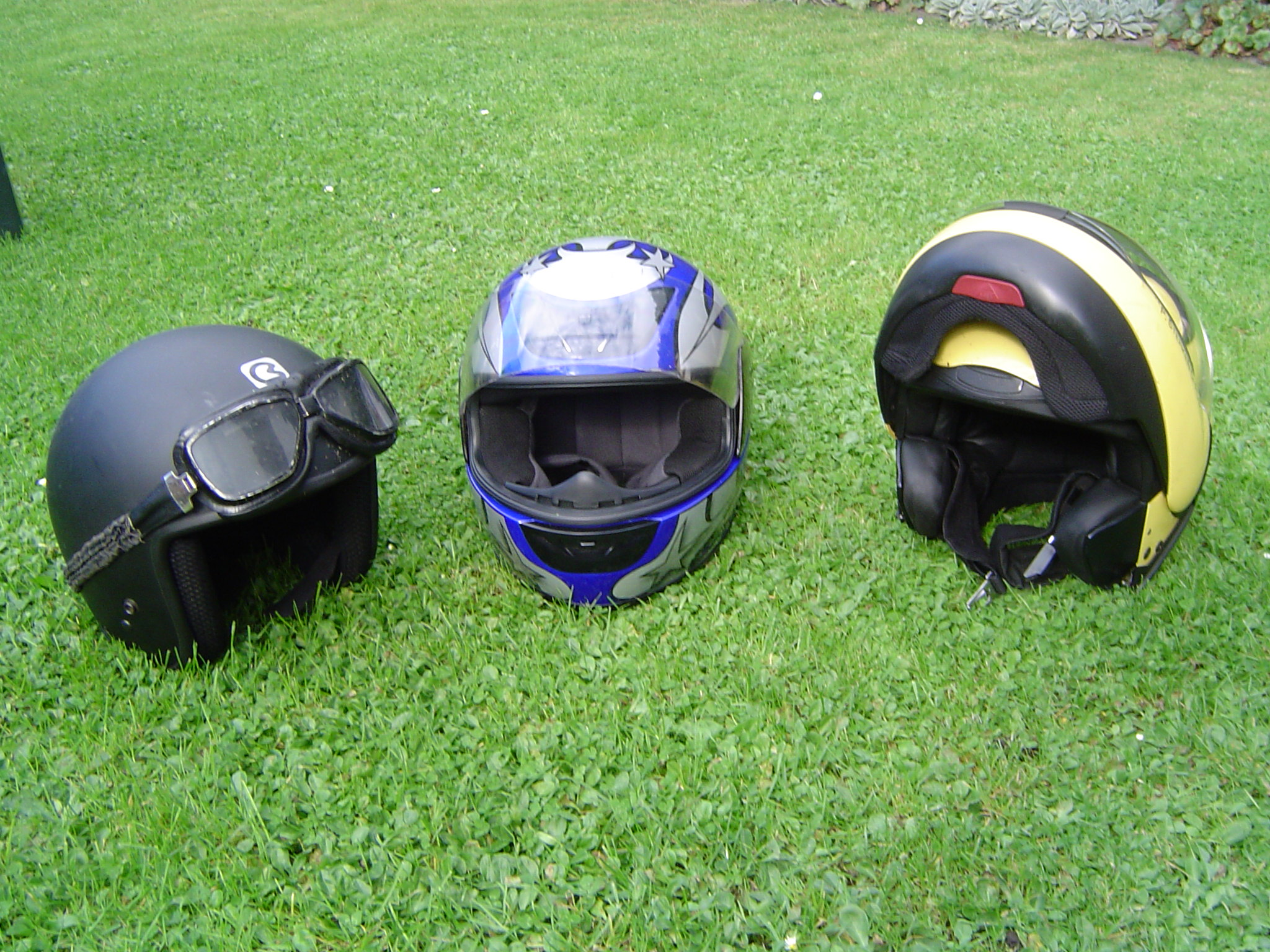
Trois types de casques : un jet, un intégral, un modulable.

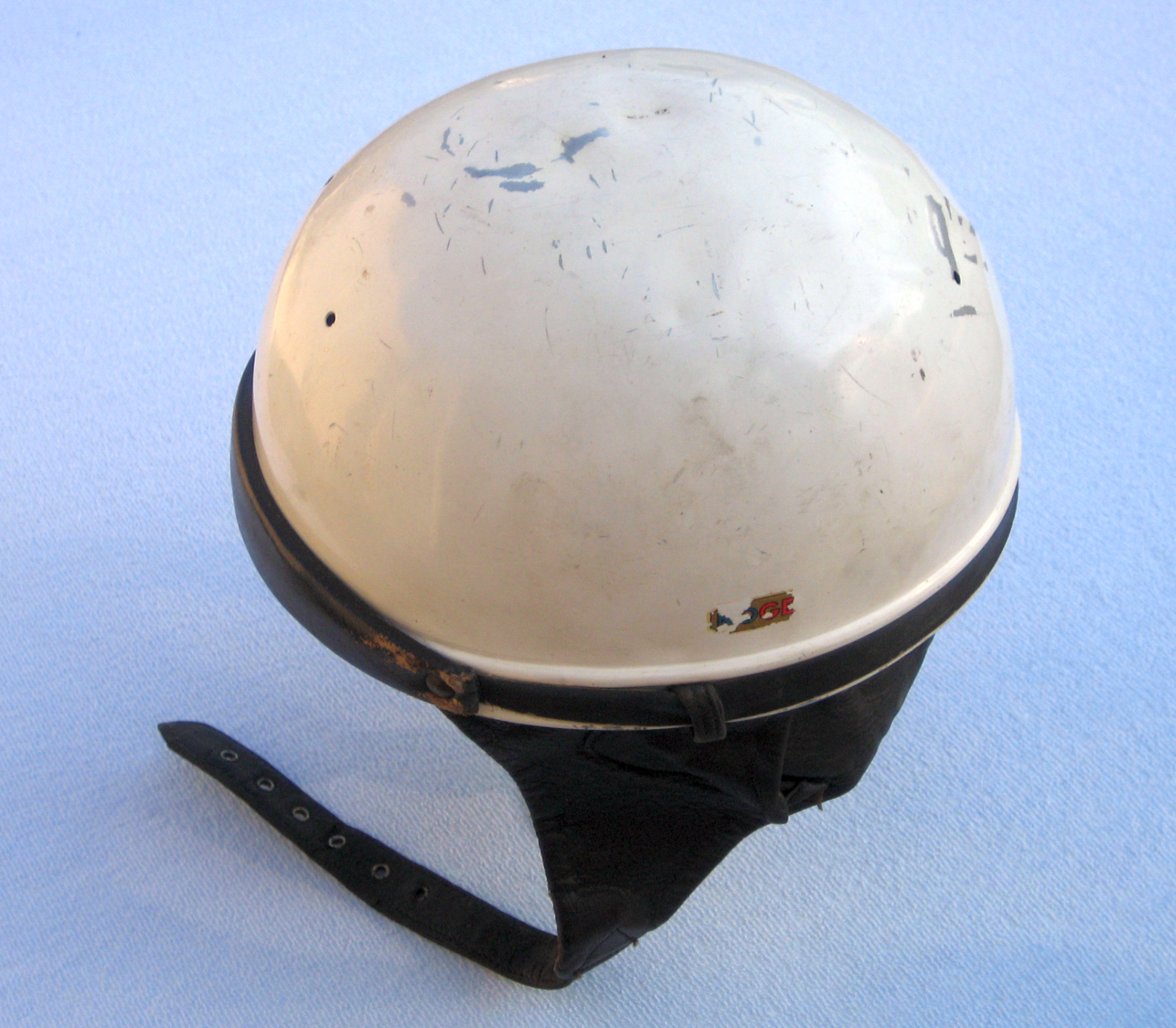
Casque bol des années 1960.

BolIl ne couvre que le haut du crâne. Les modèles neufs ne peuvent plus être utilisés sur route ouverte, ne répondant pas aux exigences minimum d'homologation. Les adeptes des motos anciennes ou rétro, principaux utilisateurs de ce genre de casque, se tournent donc vers des modèles anciens homologués à leur époque ; ceci permet légalement de continuer à les utiliser. Le port de lunettes est indispensable.
JetC'est un casque léger et ouvert, qui coiffe les tempes en plus du sommet du crâne, mais qui n'offre pas ou peu de protection maxillo-faciale (l'avant du visage). Son utilisation est à éviter à vitesse élevée et en saison froide. Son poids est d'environ mille grammes, le champ visuel est élargi. Il peut être équipé d'une visière faciale. La dénomination « jet » reprend tous les casques dépourvus de mentonnière. Bien qu'ils satisfassent à tous les tests de sécurité imposés aux casques motos, l'absence de mentonnière les destine à des engins moins puissants, les scooters, les customs, les roadsters ou les trails. Fruit du marketing ou réelle diversification technique, le casque jet se décline sous différentes formes plus ou moins protectrices (jet, demi jet, micro-jet).
IntégralEn plus des modèles jet, il offre une protection faciale. Cependant son volume et poids élevés (1 200 à 1 600 g), l'isolation phonique[réf. nécessaire] ainsi que le champ visuel réduit jouent en sa défaveur en particulier en zone urbaine. Il est plus souvent conseillé sur les grands trajets et à vitesse élevée.
ModulableCe type de casque est hybride. Il allie les avantages du casque jet tout en offrant une protection faciale et un confort supplémentaire à vitesse élevée. Toutefois son poids est plus élevé qu'un intégral. Par ailleurs, seuls certains modèles bénéficiant de la double homologation peuvent être utilisés en position jet ou en position intégral. La plupart du temps, seule la position « intégral » est autorisée, la mentonnière ne se relevant sur le haut du casque que pour faciliter l'enfilage.
CrossCasque offrant une protection faciale, sans visière, pouvant également être utilisé sur le domaine routier. Le port de lunettes est indispensable.
Transformable (ou modulaire)Ce type de casque possède une mentonnière démontable. Différents modèles existent sous cette appellation. Les premiers, comme le Airoh TR1 permettent de rouler avec ou sans mentonnière, c'est-à-dire soit en casque intégral, soit en casque jet. Le deuxième type, comme le Givi X01 ou le Nolan N43 Air, permet de remplacer la mentonnière par un modèle plus aéré pendant les mois chauds.

## Fonctionnalités

### Écrans ou «visières»

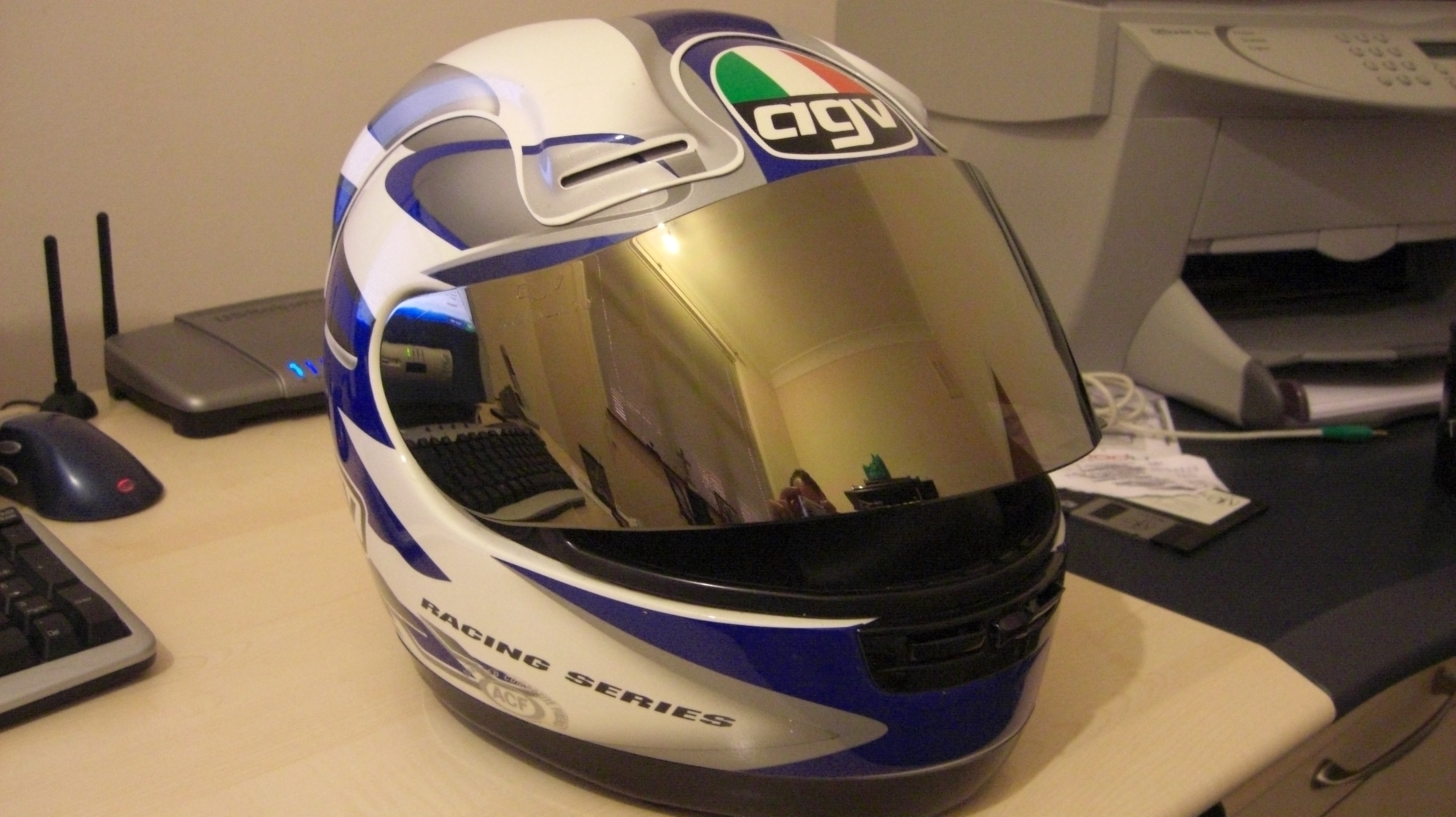
Un exemple d'écran de type miroir « iridium », monté sur un casque AGV.

Ce que l'on appelle communément « visière » doit être appelé « écran ». Techniquement une visière est la petite partie « casquette » pare soleil sur le front d'un casque jet ou cross et pas la protection transparente devant les yeux.
Les écrans d'origine de la plupart des casques sont en polycarbonate incolore, le règlement E2204, en vigueur dans de nombreux pays, n'autorisant pas les transmissions de lumière dont le filtrage est inférieur à 50 %. Des écrans teintés « iridium » (réfléchissants et d'apparence métallique) permettant de se passer de lunettes de soleil peuvent être montés à la place mais sont en principe interdits, et ne doivent en aucun cas être utilisés de nuit ; pour se protéger du soleil, il est recommandé de conserver un écran clair et de porter des lunettes de soleil de bonne qualité optique.
Il existe des casques avec un écran pare-soleil intégré. Cet écran teinté est escamotable. Il se superpose à l'écran principal ou se rétracte à l'intérieur du casque à la manière des casques des pilotes d'avions militaires. Ce système permet d’utiliser un écran extérieur incolore pour la conduite par temps gris et nocturne et d'utiliser l'écran intégré par temps ensoleillé. Il a l'avantage d'être toujours disponible et de protéger par exemple d'un reflet de soleil ponctuel en hiver, à une période où on évite généralement de monter un écran teinté. De même il se révèle plus rapide à utiliser qu'une paire de lunettes de soleil. Cependant, il a l'inconvénient d'être plus cher à l'achat car nécessite une conception du casque plus élaborée.
Depuis peu de temps[Quand ?], il existe des écrans « photochromiques » qui ont l'avantage de supprimer l'écran escamotable solaire. L'écran photochromique, d'apparence claire, se fonce selon l'intensité lumineuse et plus précisément selon la quantité d'UV. Il est donc transparent par mauvais temps ou de nuit et se teinte automatiquement en environ quinze secondes par grand soleil. La technologie reste chère mais certains fabricants essaient de se démarquer et de démocratiser le produit, à l'image du fabricant belge Lazer avec l'écran Lumino.

### Systèmes de fermeture
Trois principaux types de fermetures existent :
- la boucle double D : composée de deux anneaux où une sangle passe dans les deux puis revient dans un seul afin de réaliser le blocage. La fermeture est optimale car le serrage est effectué à chaque utilisation. Ce système empêche le desserrage de la sangle. Ce mode de fermeture permet également un enfilage rapide du casque sans avoir à retirer la sangle des anneaux. C'est le système le plus efficace et le plus sûr. Il est le seul homologué en compétition ;
- la boucle à clips : semblable au principe d'une ceinture de sécurité, les deux brins de la sangle sont reliés par un mécanisme simple à manipuler et fiable. Si la longueur de la sangle est pré-réglée, elle peut se desserrer avec le temps, compromettant ainsi le maintien du casque sur la tête si le réajustement n'est pas effectué ;
- le système micrométrique, également appelé « Microlock », qui permet un ajustement parfait du serrage à chaque mise en place du casque grâce à un mécanisme à crémaillère.

Dans les années 1980, la marque GPA avait également commercialisé une gamme de casques baptisée « SJ » pour « sans jugulaire ». La mentonnière était articulée et venait en prise sous le menton pour assurer le maintien avant du casque. Ce concept a depuis été abandonné.
Le bouclage du système de fermeture est impératif pour que le casque remplisse son rôle protecteur. En cas de choc, il ne doit en aucun cas pouvoir être éjecté.

### Intérieurs démontables
Certains casques offrent la possibilité de retirer les garnitures pour les laver et éventuellement les remplacer par de nouvelles. Le démontage peut être partiel ou total (mousses de joues et mousse de la calotte). Dans certains cas, ces garnitures existent en différentes tailles, cela permet d'ajuster le casque à la morphologie de la tête.

### Accessoires

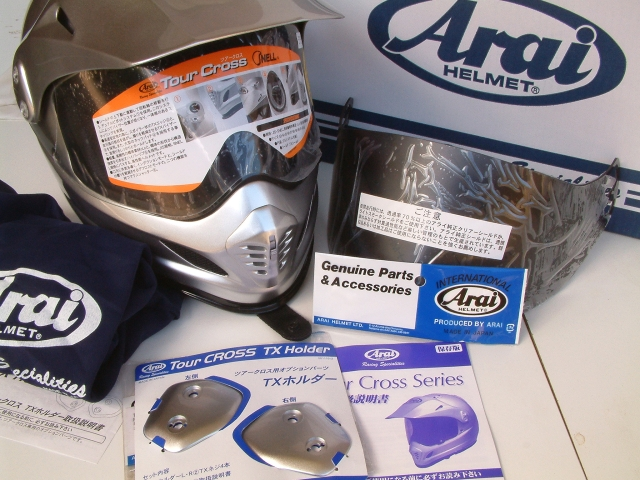
Kit Arai, contenant de nombreux accessoires pour casque.

#### Interphones
Il existe différents systèmes permettant de communiquer entre pilote et passager. Les plus connus sont les systèmes électroniques par liaison filaire ou radio. Ils sont communément appelés Intercom.
Le pilote et le passager communiquent par l'intermédiaire d'un micro et d'une oreillette fixés sur l'oreille ou placés dans le casque. Micros et oreillettes sont connectés par l'intermédiaire d'un câble et d'un connecteur à un boîtier électronique qui assure l'amplification de la voix. Le boîtier électronique est généralement placé dans la poche du pilote ou du passager ou fixé sur la moto. L'alimentation électrique se fait soit par une pile soit via la batterie de la moto.
En plus de la communication pilote passager, les Intercoms peuvent offrir les possibilités suivantes :
- communication moto à moto ;
- contrôle automatique du volume en fonction de la vitesse (en fait du bruit ambiant) ;
- radio FM intégrée ;
- connexion au système audio de la moto ;
- connexion à un lecteur MP3, un téléphone portable, une CB ou un GPS ;
- compatibilité Bluetooth ;
- réduction et/ou coupure du son lors d'une conversation ou d'une communication téléphonique ;
- retour vocal ;
- déclenchement par la voix ;
- séparation source sonore pilote/passager ;
- prise pour troisième casque (side-car) ;
- coupure automatique de l'alimentation.

Certains constructeurs offrent sur leurs modèles Grand Tourisme des systèmes de communication embarqués sur la moto. L'Intercom est généralement couplé au système audio et au navigateur GPS. Il suffit au pilote et au passager de brancher le casque directement sur une prise spéciale de la moto.
Les Intercoms électroniques souffrent parfois de problèmes de parasites ou de dégradation de la qualité sonore lorsque l'environnement devient bruyant (vitesse, vent, etc.). En effet, le bruit ambiant est également amplifié par l'Intercom, ce qui rend les communications difficiles à vitesse élevée. C'est pour cette raison que certains modèles sont équipés de filtres actifs anti-bruits et anti-parasites.
On trouve également des systèmes acoustiques fonctionnant un peu comme le stéthoscope d'un médecin. Pilote et passager sont directement reliés par deux tuyaux souples en PVC connectés aux micros et aux oreillettes. La voix circule directement d'une personne à l'autre à l'intérieur de ces tuyaux. La qualité du son est très bonne. Fonctionnant sans pile, ce système n'a pas besoin d'amplification et ne souffre d'aucun parasite. Il ne risque pas de tomber en panne contrairement aux modèles électroniques. En revanche, il n'offre aucune possibilité de connexion externe. Pouvant se monter sur tout type de casque intégral, jet ou modulable, il fonctionne sans problème jusqu'à 150 km/h.
Pour améliorer le confort les micros et les oreillettes peuvent être intégrés au casque. Certaines marques proposent même des oreillettes ergonomiques qui s'adaptent à l'oreille de l'utilisateur grâce à un moulage que chaque personne réalise elle-même.
Certains pays interdisent l'utilisation du téléphone portable avec haut-parleurs à cause du risque élevé d'accident qui en découle.

#### Systèmes anti-buée
Ils sont obtenus par le biais d'un flux d'air dirigé sur la visière et peuvent être couplés à un traitement spécifique de l'écran évitant la formation de condensation à l'intérieur du casque.
Sur certains casques, on retrouve également un déflecteur amovible au niveau du nez, évitant ainsi la projection de l'air expiré directement sur l'écran. Pour pallier le problème récurrent de la buée se déposant à l'intérieur de la visière, il est possible d'y adjoindre un écran supplémentaire très fin, jouant le rôle de double vitrage. Ce système est diffusé par la société Pinlock et c'est ce nom qui est utilisé pour le désigner.

#### Systèmes de ventilation
Le minimum proposé est une entrée d'air au niveau du menton permettant sur certains modèles le désembuage de la visière. Une ou plusieurs entrées d'air sur le haut du casque offrent un meilleur confort notamment durant les périodes d'été; elles peuvent complétées par une ou plusieurs sorties situées à l'arrière du casque.
La qualité de la ventilation induit une perte de l'insonorisation du casque.

#### Feu-stop de casque
Un dispositif lumineux supplémentaire pour l'arrière du casque de moto avec un feu-stop supplémentaire est aussi distribué dans le commerce, mais leurs prix restent élevés.

## Choix
Un casque, à l'achat, doit être serré, la mousse de garniture intérieure se tassant après les premières utilisations. Toutefois il existe aujourd'hui des solutions alternatives avec l'introduction de l'utilisation des mousses à mémoire de forme (Givi et Shark) ou des mousses de joues dont l'épaisseur est ajustable par un système de pompe (Scorpion). En effet, la surface de contact de la mousse étant plus importante, la pression nécessaire sur le visage pour la bonne tenue du casque devient moins importante. Cette garniture doit parfaitement épouser la morphologie du motard, et il est fortement déconseillé de prêter son casque (sauf avec les mousses à mémoire). C'est pour cette raison qu'il est également préconisé de changer le casque de manière régulière (quatre ou cinq ans en cas d'usage régulier). En cas de choc (accident, chute, etc.), le casque doit impérativement être changé.
Il existe des intégraux avec grand champs de vision tel les casques Bell et MÂRKO Helmets offrant une protection optimale.
L'enfilage peut laisser croire que le casque sera trop serré. Mais il est normal d'être obligé d'écarter légèrement les mousses de joues grâce aux brides de la jugulaire pour pouvoir le coiffer. Le même principe est utilisé pour le retirer.
Pour les personnes portant des lunettes, il convient d'essayer le casque avec celles-ci pour s'assurer de leur bonne mise en place. Certains modèles de casques possèdent des encoches pour les lunettes dans les garnitures intérieures au niveau des joues et des oreilles.
Il existe également des casques spécialement étudiés pour les enfants, car il est fortement déconseillé de faire porter un casque « adulte » à ces derniers. En effet, le poids d'un casque qui avoisine les 1 300 g dans le meilleur des cas, provoquerait la rupture des vertèbres enfantines en cas d'accident. De plus, les garnitures intérieures ne sont pas adaptées à leur morphologie. C'est pour toutes ces raisons et pour leur sécurité, que certains constructeurs commercialisent des casques spécialement adaptés (forme de la coque, mousses intérieures, poids inférieur à 1 000 g).

## Poids
Le poids du casque dépend de son modèle et des matériaux utilisés pour sa fabrication. Les casques « jet » sont les plus légers du marché (autour de 1 kg) et les intégraux sont les plus lourds (par exemple 1,65 kg en taille XL en 2015). 
Le confort du casque est dépendant de son poids. Moins un casque est lourd, moins il fatiguera le conducteur lors de longs trajets. Le défi des marques de casque est désormais de fabriquer des casques sûrs de plus en plus légers.